# Fluvi
Fluvi fou la mascota oficial de l'Expo Zaragoza 2008 dissenyada per Sergi López Jordana, professor de l'Escola d'Art i Disseny de Terrassa (Vallès occidental).

## L'elecció de la mascota i el seu nom
Està inspirada en una gota d'aigua i la seua proposta fou elegida per unanimitat entre les 120 propostes presentades a concurs públic que es va obrir per escollir una mascota per a l'Expo.
Pel seu disseny guanyador i la cessió dels drets d'explotació, el jove barceloní va rebre 149.000 €.
La mascota fou presentada oficialment el 17 de desembre de 2005 però sense nom, ja que aquest fou escollir per votació popular a través de SMS, si bé la votació fou molt controvertida. Els resultats foren: 36% a favor de Fluvi, 31% Gotika, 11% Wika, 7% Aqua i Z@qua amb el 5% dels vots.
El nom final de la mascota es feu públic el 26 de gener de 2006 en un acte institucional celebrat a l'stand de Saragossa a la Feria Internacional de Turismo de Madrid, FITUR.